# Нідерцир
Нідерцир (нім. Niederzier) — громада в Німеччині, знаходиться в землі Північний Рейн-Вестфалія. Підпорядковується адміністративному округу Кельн. Входить до складу району Дюрен.
Площа — 63 км2. Населення становить 14 154 ос. (станом на 31 грудня 2020).